# 兩國理論
兩國理論（Dō-qaumī naẓariyah, 天城文: दो-क़ौमी नज़रिया，Deejāti totto），又稱兩民族論、兩國族論，在印度次大陸上的一種意識形態。
這種意識型態認為，在印度次大陸上，信奉伊斯蘭教的穆斯林，以及信奉印度教的印度教徒，是兩個不同的國族（nation），應該分別建立成兩個民族國家。這個理論在巴基斯坦運動（Pakistan Movement）時被提出，並造成1947年的印巴分治，印度共和国和巴基斯坦伊斯兰共和国分別成為兩個主權獨立的國家。
這個意識形態來自於信仰宗教的不同，但也包括文化及族群差異。巴基斯坦民族主义属于宗教民族主义的一种，其理论基础与穆斯林世界传统的烏瑪理念相关，并由穆斯林联盟等组织发扬光大。